# Liste der Haltestellen der Stadtbahn Zug
Die Liste der Haltestellen der Stadtbahn Zug umfasst alle Haltestellen, die im Kanton Zug von der Stadtbahn Zug bedient werden. Aufgeführt sind sie in Nord-Süd-Richtung zwischen Baar und Zug, danach zuerst diejenigen der S1, dann diejenigen der S2. Die 2004, 2009 oder 2010 eröffneten Haltestellen sind nach derselben Architektur gebaut worden. Die Haltestellen der Linie S1 verfügen über einen rund 150 Meter langen Bahnsteig, welcher von einer doppelten FLIRT-Komposition angefahren werden kann. Die Haltestellen der Linie S2, ausgenommen die Haltestelle Baar Lindenpark, sind mit rund 80 Meter kürzer als die SBB-Norm und können nur mit einer FLIRT-Komposition bedient werden.
Die neuen Haltestellen umfassen ein Bahnsteigdach sowie einen Ticketautomaten.

## Baar
Der 1879 eröffnete Bahnhof Baar  ist der Endpunkt der S1. Er wird auch noch von InterRegio-Zügen und der S24 der S-Bahn Zürich bedient. Der Bahnhof Baar besitzt drei Gleise, wobei zur Eröffnung der Stadtbahn Zug das Gleis 2 zu einem Stumpfgleis zurückgebaut wurde, da alle Stadtbahnzüge in Baar wenden. Auf der nördlichen Seite des Bahnhofs wurde Platz gelassen, um später ein viertes Gleis mit Perronkante verwirklichen zu können. Auch gibt es Pläne, die Stadtbahn bis nach Zürich zu verlängern, dafür würde es aber den Zimmerbergtunnel II benötigen, dessen Ausführung vom Bund zurückgestellt wurde.
Schon 2002 wurde auf dem Bahnhofplatz ein Busbahnhof geschaffen, um das Umland mit dem Bahnhof Baar zu verbinden. Gleichzeitig wurde der Bahnhof mit dem stündlich verkehrenden Interregio Luzern–Zug–Zürich HB erstmals von Fernverkehrszügen bedient. Im Juli 2006 begann mit dem Abbruch des alten Gebäudes der Bau des neuen Bahnhofsgebäudes in Baar. Bis 2008 wurde ein dreigeschossiger Flachdachbau mit roter Fassade verwirklicht.

## Baar Neufeld

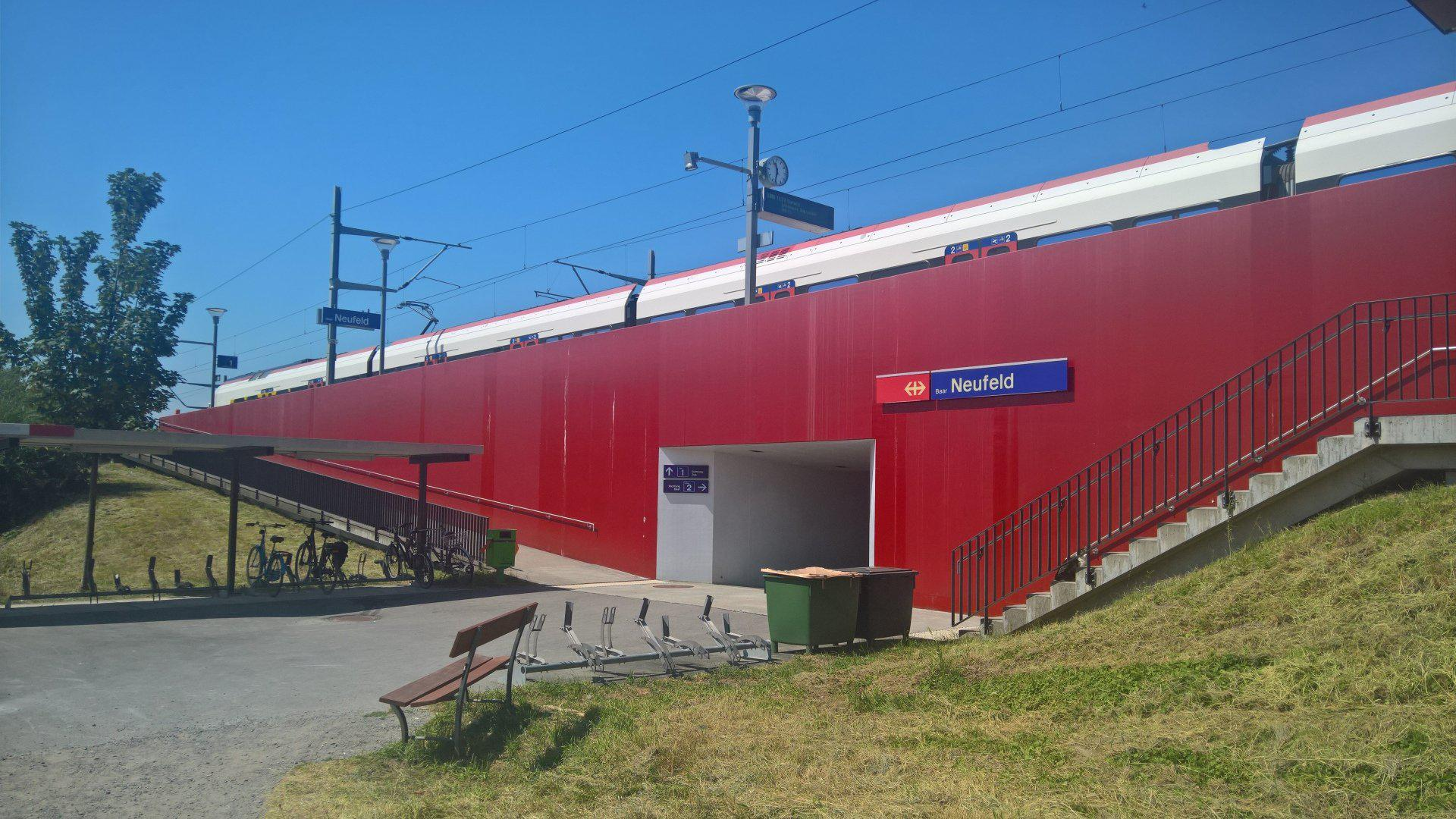
Baar Neufeld (2018)

Die bei der Stadtbahneinführung 2004 eröffnete Station Baar Neufeld  wird seit 2008 von der S1 viertelstündlich bedient. Davor waren wegen der vorgegebenen Trassen nur drei Züge stündlich möglich, da die Doppelspur Freudenberg–Rotkreuz noch nicht vollendet war. Die Haltestelle Neufeld besitzt zwei Seitenbahnsteige, Gleis 1 wird von den Zügen in Richtung Zug bedient, das Gleis 2 von denjenigen in Richtung Baar. Das neue Kantonsspital Zug befindet sich in der Mitte zwischen den Stationen Neufeld und Baar.

## Baar Lindenpark

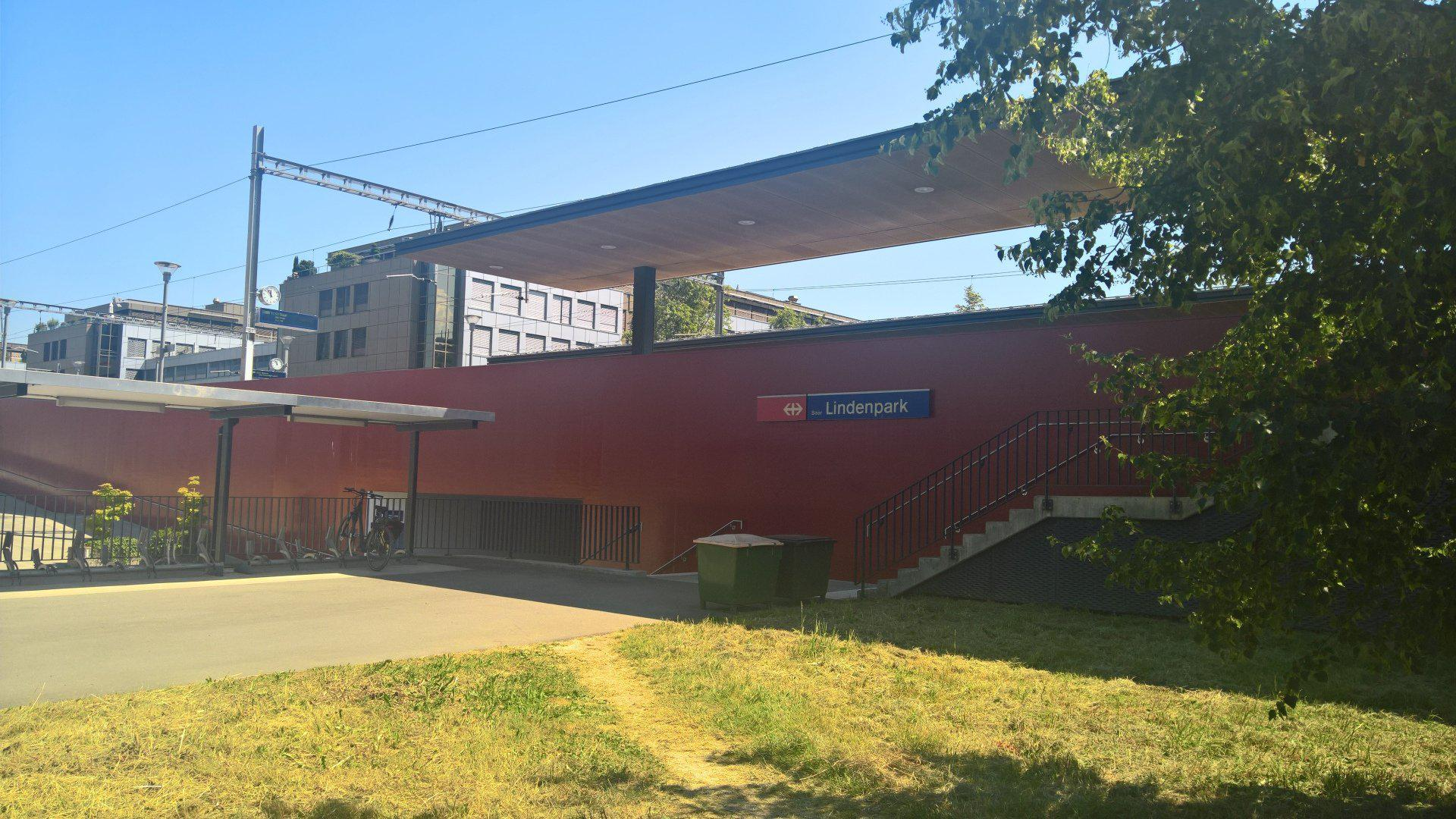
Baar Lindenpark (2018)

Die ebenfalls 2004 in Betrieb genommene Haltestelle Baar Lindenpark  ist die einzige der neuen, die über drei Gleise verfügt. Zunächst war das dritte Gleis nur als nördliches Ende der Abstellanlagen des Bahnhofs Zug vorgesehen, doch auf die Vorbereitung auf die zweite Teilergänzung der Stadtbahn Zug wurde es in ein Verkehrsgleis umgebaut. Im Gebiet von Baar Lindenpark mussten sicherheitstechnische Massnahmen am Bahnsteig, so im Falle des Zuganges zur Unterführung, vorgenommen werden. Das am Seitenbahnsteig liegende Gleis 3 dient den S1-Zügen nach Baar, das Gleis 2 den S1-Zügen nach Zug, und das Gleis 1 wird von den S2-Zügen benötigt – die Gleise 1 und 2 haben einen Mittelbahnsteig. Die S1 hält im Viertelstundentakt, die S2 seit Fahrplanwechsel 2010 im Halbstundentakt, wobei ein Zug bis Walchwil geführt wird, der andere nach Erstfeld.
Im Einzugsgebiet des Bahnhofs leben rund 1500 Menschen, und es werden 4900 Arbeitsplätze angeboten.

## Zug
Der Bahnhof Zug  ist der Betriebsmittelpunkt, er ist nebst Lindenpark der einzige, der von allen Zügen der Stadtbahn bedient wird. Nebst der S1 und der S2 wird er auch noch von EuroCity-, ICN- und InterRegio-Zügen sowie von der S5 und der S24 der S-Bahn Zürich bedient.

## Zug Schutzengel

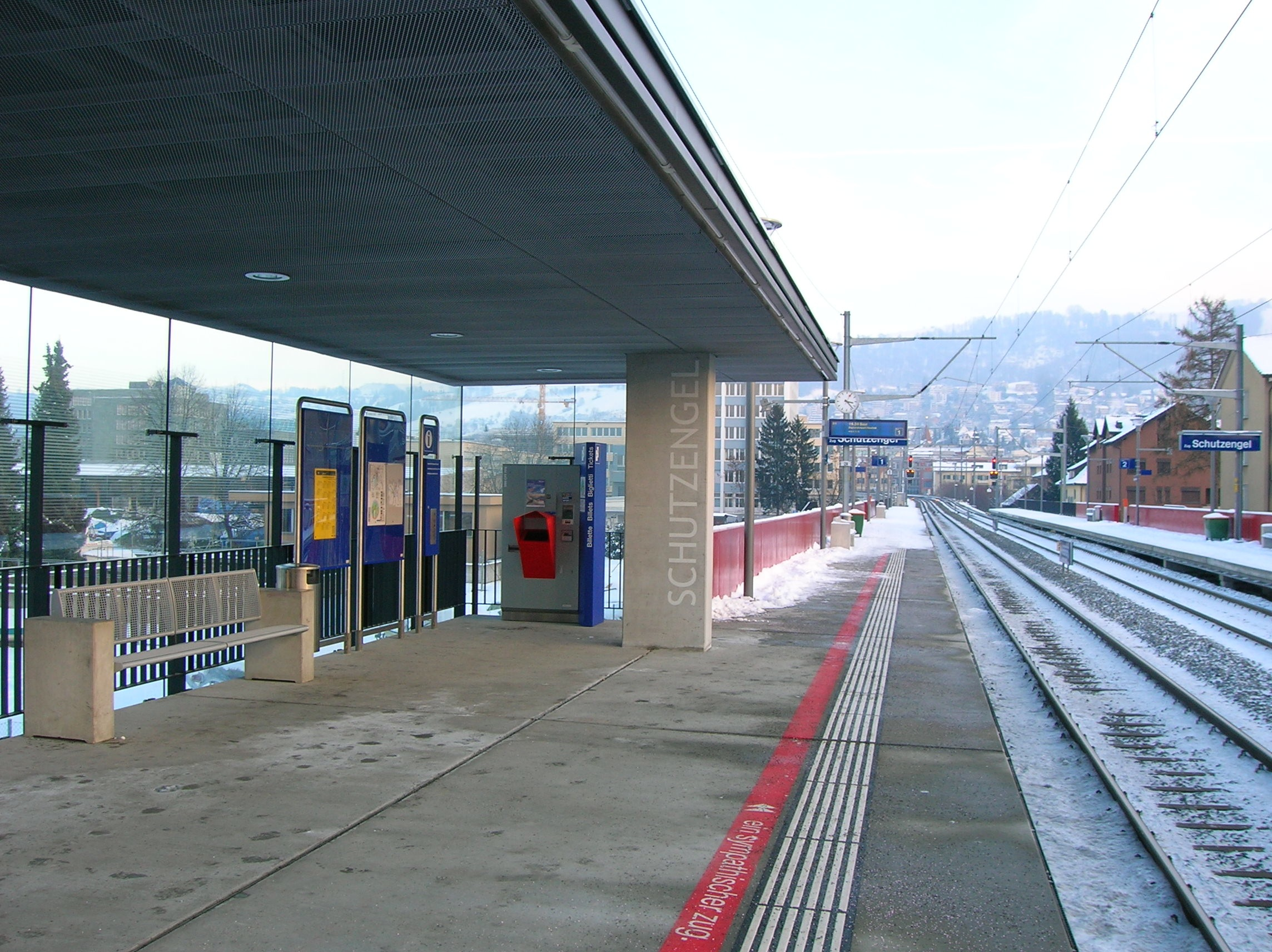
Zug Schutzengel (2005)

Die ausschliesslich von der S1 bediente Haltestelle Zug Schutzengel  wurde 2004 eröffnet. Sie liegt in unmittelbarer Nähe der Bossard Arena des EV Zug und der Messeanlagen auf der Allmend. An ihrer Stelle war bis 1990 die Einmündung der Zugschleife, welche die Züge aus dem Knonaueramt und Luzern in den damaligen Kopfbahnhof Zug geführt hatte.
Die zweigleisige Haltestelle ist mit zwei Seitenbahnsteigen ausgestattet, das Gleis 1 dient den Zügen in Richtung Zug, das Gleis 2 denjenigen in Richtung Rotkreuz/Luzern. Mit demselben Namen ist unmittelbar nördlich der Haltestelle ein Bauprojekt geplant.

## Zug Chollermüli

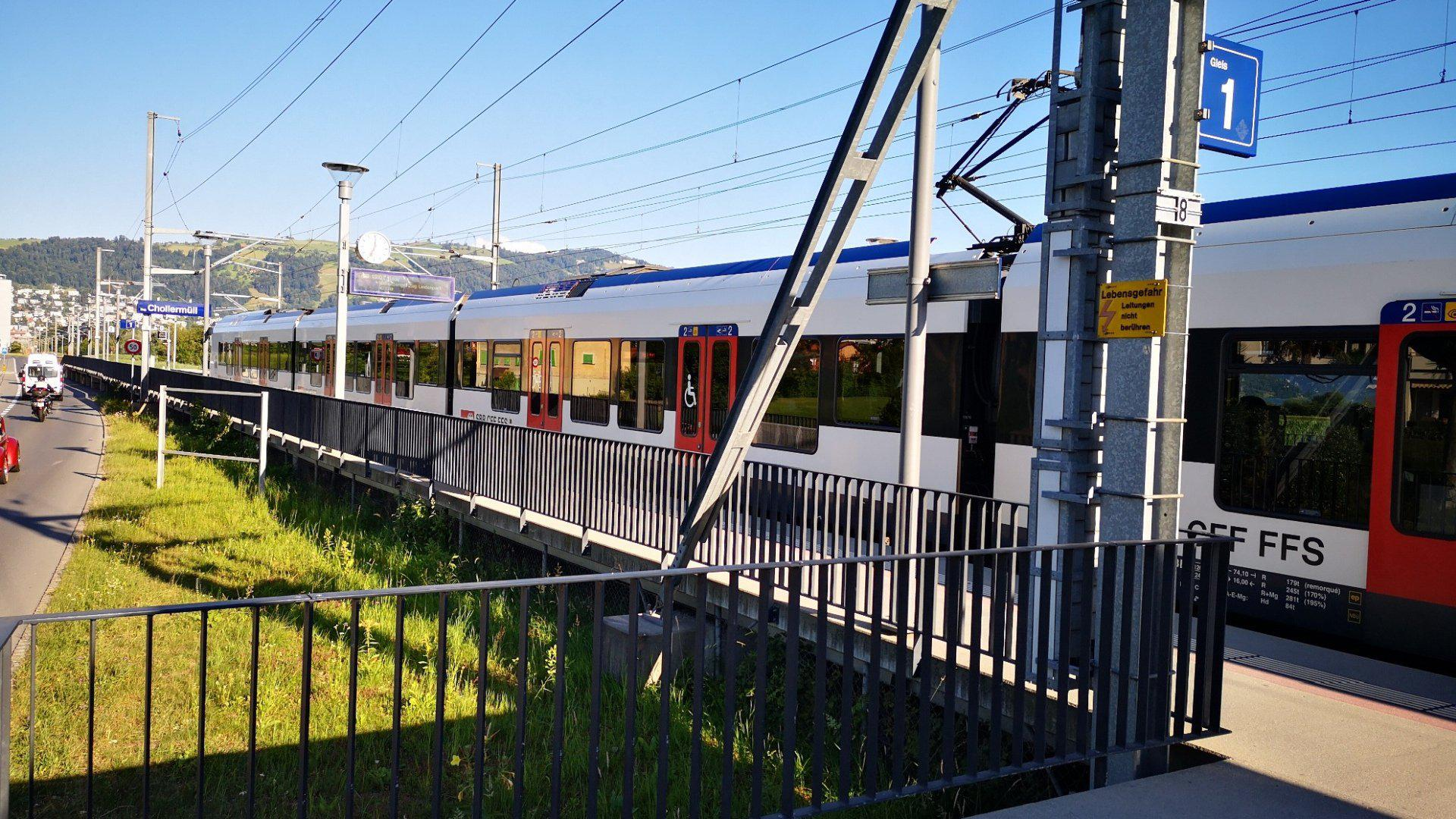
Zug Chollermüli (2018)

Die 2004 eröffnete Haltestelle Zug Chollermüli  liegt nahezu an derselben Stelle, wo sich zwischen 1902 und 1966 bereits eine Haltestelle Kollermühle befunden hatte. Unmittelbar nach dem Bahnhof befindet sich die Abzweigung, wo die Bahnstrecke Zürich–Zug von der Bahnstrecke Zug–Luzern abzweigt. Hier befand sich früher ein Gleisdreieck, dessen abgebaute Weichenverbindung zwischen Cham und Steinhausen auch Sumpfweiche genannt wurde. Obwohl die S5 der S-Bahn Zürich die Haltestelle passiert, halten diese Züge nicht, so dass sie ausschliesslich von der S1 bedient wird.

## Cham Alpenblick

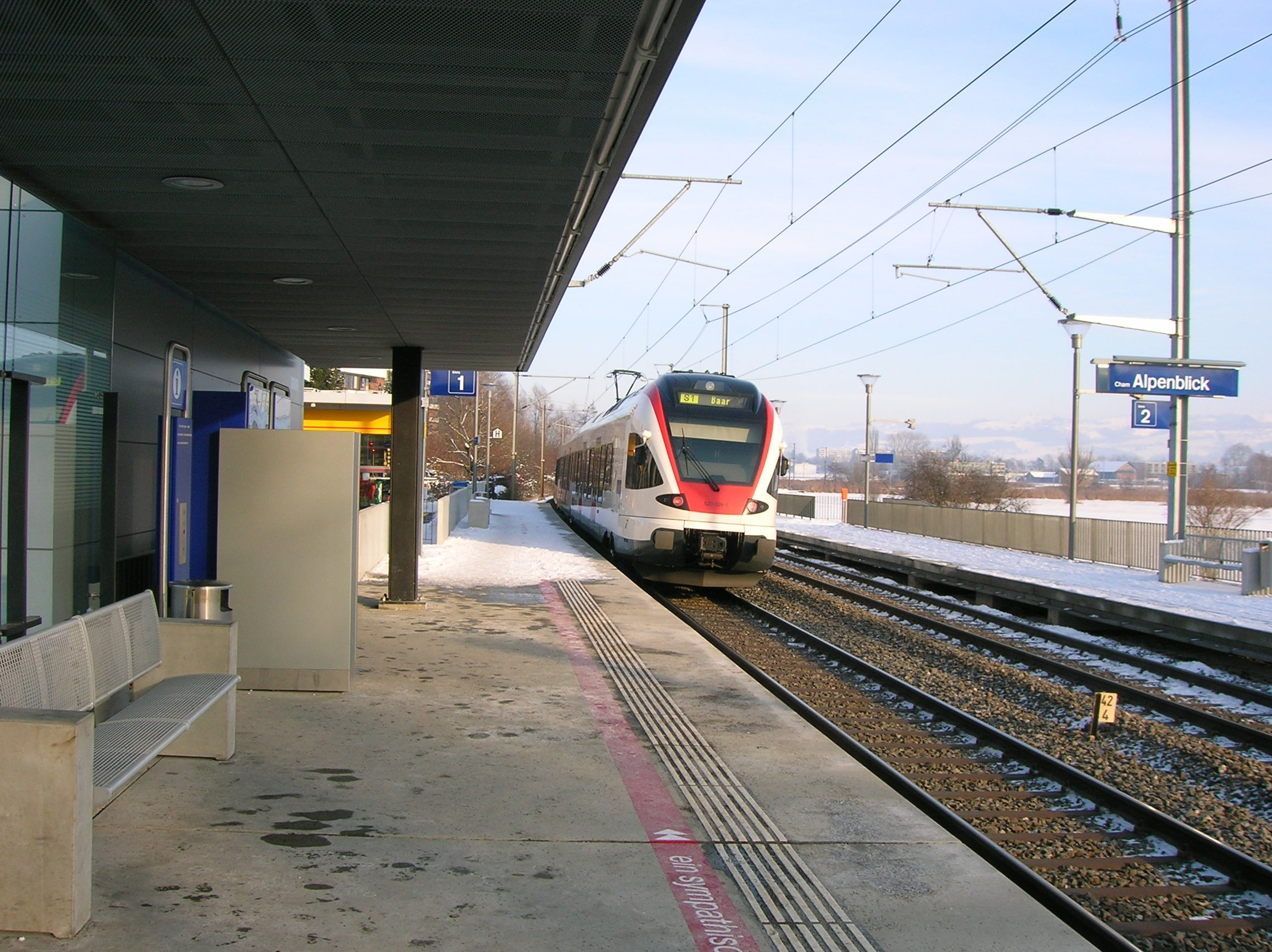
Cham Alpenblick (2005)

Die bei der Einführung der Stadtbahn 2004 eröffnete zweigleisige Haltestelle Cham Alpenblick  dient zur Erschliessung der gleichnamigen Siedlung, welche von 1963 bis 1968 als erste Hochhaussiedlung des Kantons Zug erbaut wurde. Sie wird werktags viertelstündlich, am Sonntag halbstündlich ausschliesslich von der S1 bedient. Das Gleis 1 dient den Zügen in Richtung Zug, das Gleis 2 denjenigen in Richtung Rotkreuz.

## Cham
Der 1864 eröffnete Bahnhof Cham  umfasst drei Gleise, wovon die Geleise 2 und 3 einen Mittelbahnsteig bilden, an welchem die S-Bahn hält. Neben Zug Oberwil und Walchwil ist er einer der drei ehemaligen SBB-Regionalbahnhöfe, die seit 2004 fast ausschliesslich von der Stadtbahn Zug bedient werden. Nebst der S1 hält in Cham in Randstunden noch ein InterRegio-Zugspaar der Relation Luzern–Zürich Flughafen und die zuschlagpflichtigen Nacht-RegioExpress-Züge Zürich–Luzern.

## Hünenberg Zythus

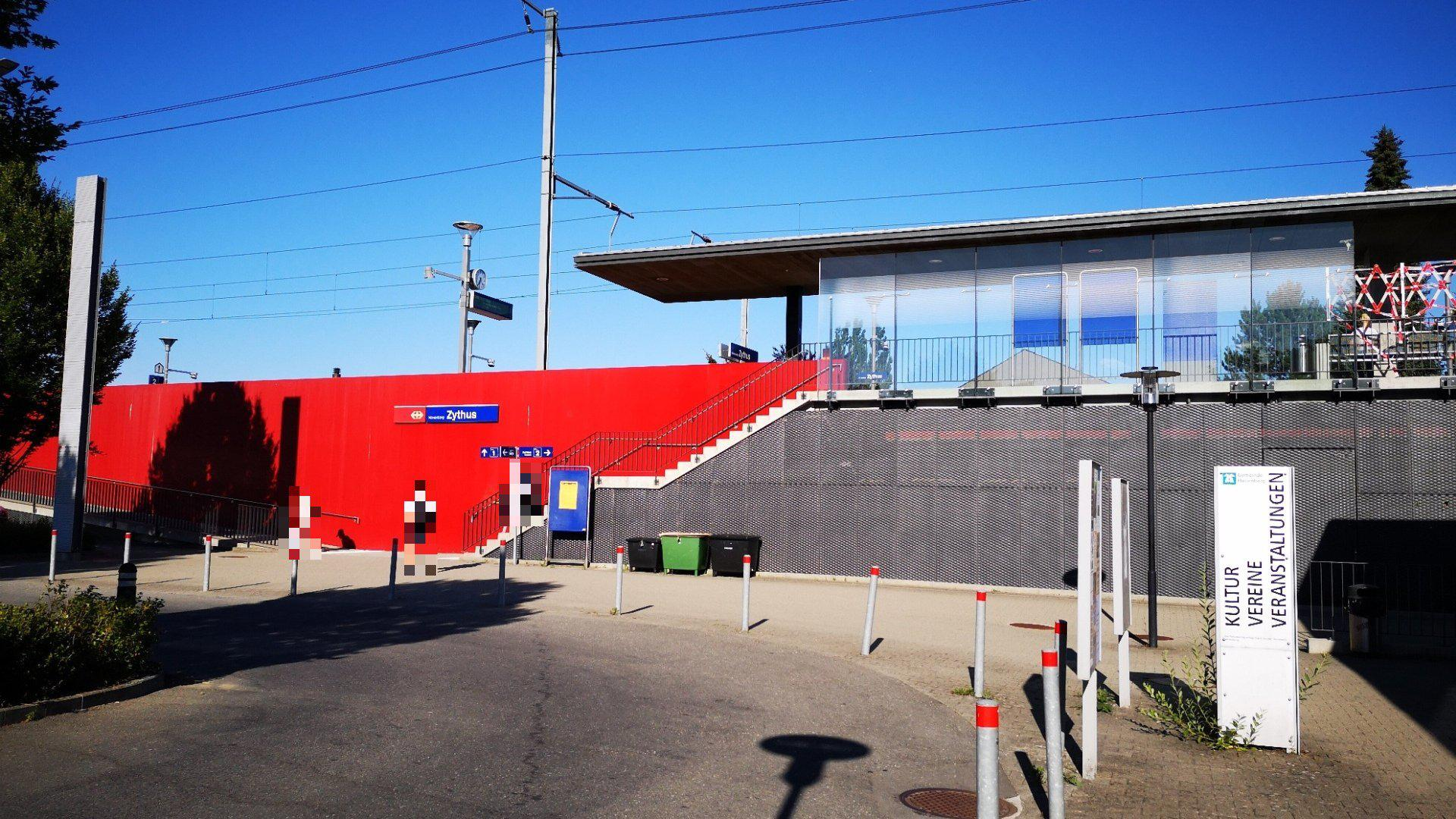
Hünenberg Zythus (2018)

Hünenberg ist die einzige Gemeinde, die durch die Stadtbahn-Einführung 2004 erstmals den Anschluss ans Schienennetz erhielt. Die zweigleisige Haltestelle Hünenberg Zythus  wird ausschliesslich von der S1 bedient; das Gleis 1 dient den Zügen in Richtung Zug, das Gleis 2 wird generell von den Zügen in Richtung Rotkreuz befahren.

## Hünenberg Chämleten

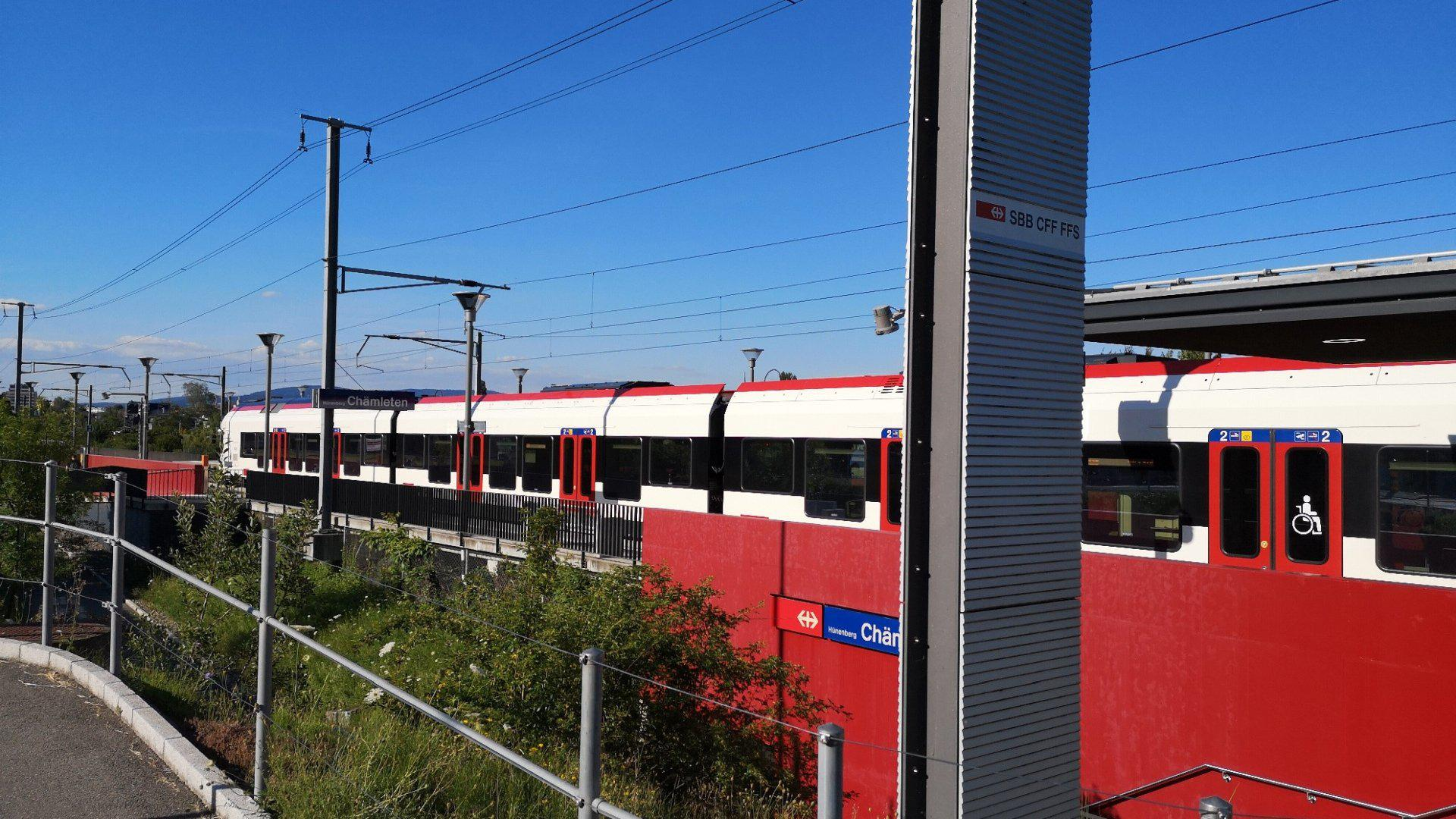
Hünenberg Chämleten (2018)

Rund 500 Meter westlich von Zythus gelegen, wurde die Haltestelle Hünenberg Chämleten  2004 zunächst eingleisig an einem Stumpengleis eröffnet und konnte nur stündlich durch Züge bedient werden, die in Chämleten endeten. Mit der Eröffnung der Doppelspur Freudenberg–Cham per Fahrplanwechsel 2008 erhielt die Haltestelle einen zweiten Bahnsteig, und das bisherige Stumpengleis wurde ebenfalls zu einem Durchgangsgleis, so dass die Station heute werktags von der S1 im Halbstundentakt bedient wird. Das Gleis 1 dient den Zügen in Richtung Zug, das Gleis 2 den Zügen nach Rotkreuz/Luzern.

## Rotkreuz
Der Bahnhof Rotkreuz  ist ein Umsteigeknoten, der von der S1 bedient wird. Zusätzlich zur Stadtbahn halten auch noch InterRegio-Züge sowie die S26 der S-Bahn Aargau und die S32 der S-Bahn Luzern.

## Zug Postplatz

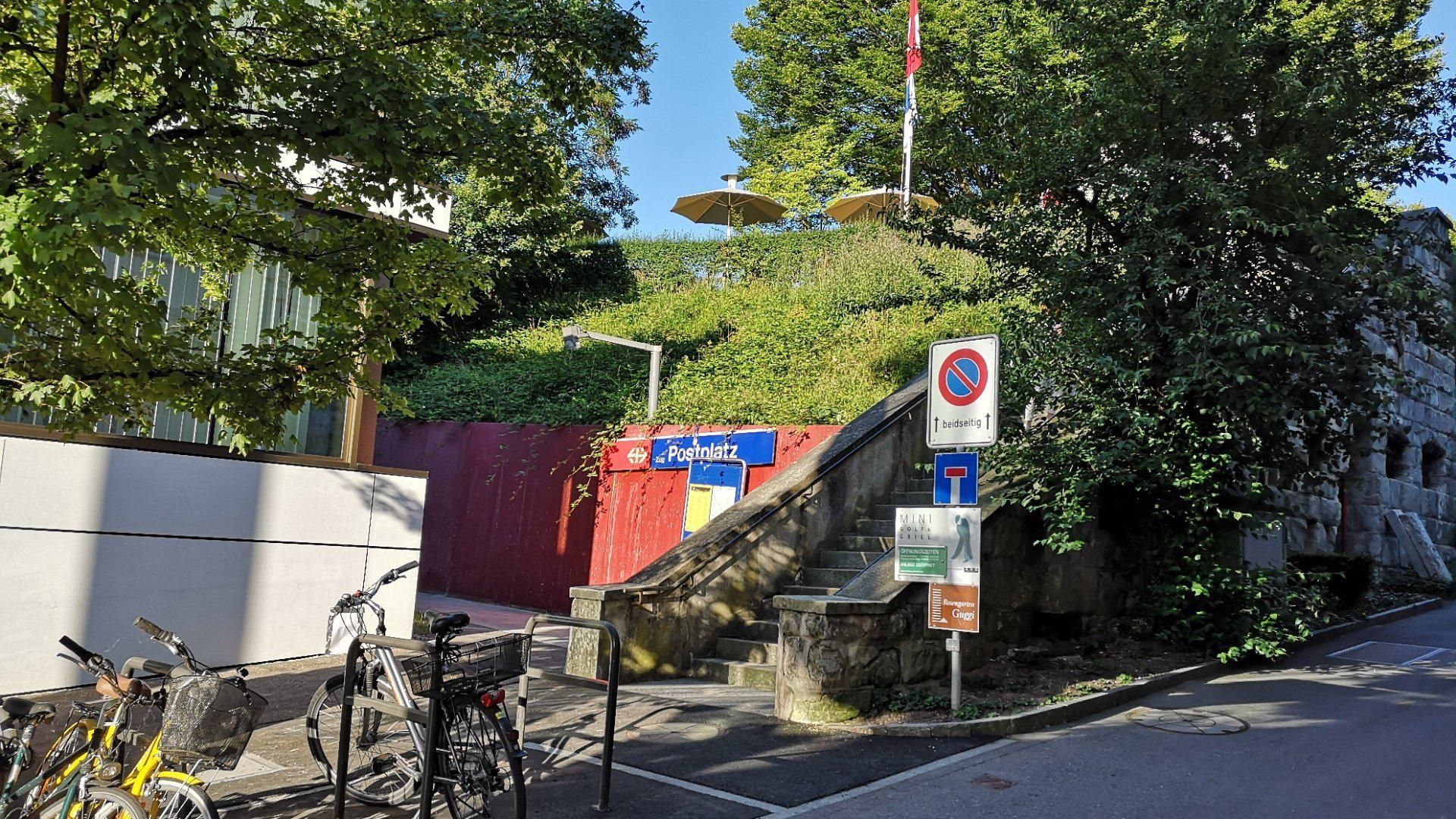
Zug Postplatz (2018)

Die am Nordportal des Stadttunnels liegende eingleisige Station Zug Postplatz  im Zuger Stadtzentrum wurde 2004 eröffnet. Sie wird seit dem Fahrplanwechsel 2010 werktags im Halbstundentakt von der S2 bedient – ein Zugspaar verkehrt nach Walchwil, das andere bis nach Erstfeld. Die Station ist ein wichtiger Knotenpunkt mit dem Busnetz der Zugerland Verkehrsbetriebe. Das Stimmvolk der Stadt Zug beschloss zudem eine Erneuerung des Postplatzes, ein Parkhaus neben der Post unmittelbar neben der Stadtbahnhaltestelle Postplatz, welche dadurch einen zweiten Zugang erhält, und ein aufgewertetes Umfeld.

## Zug Casino

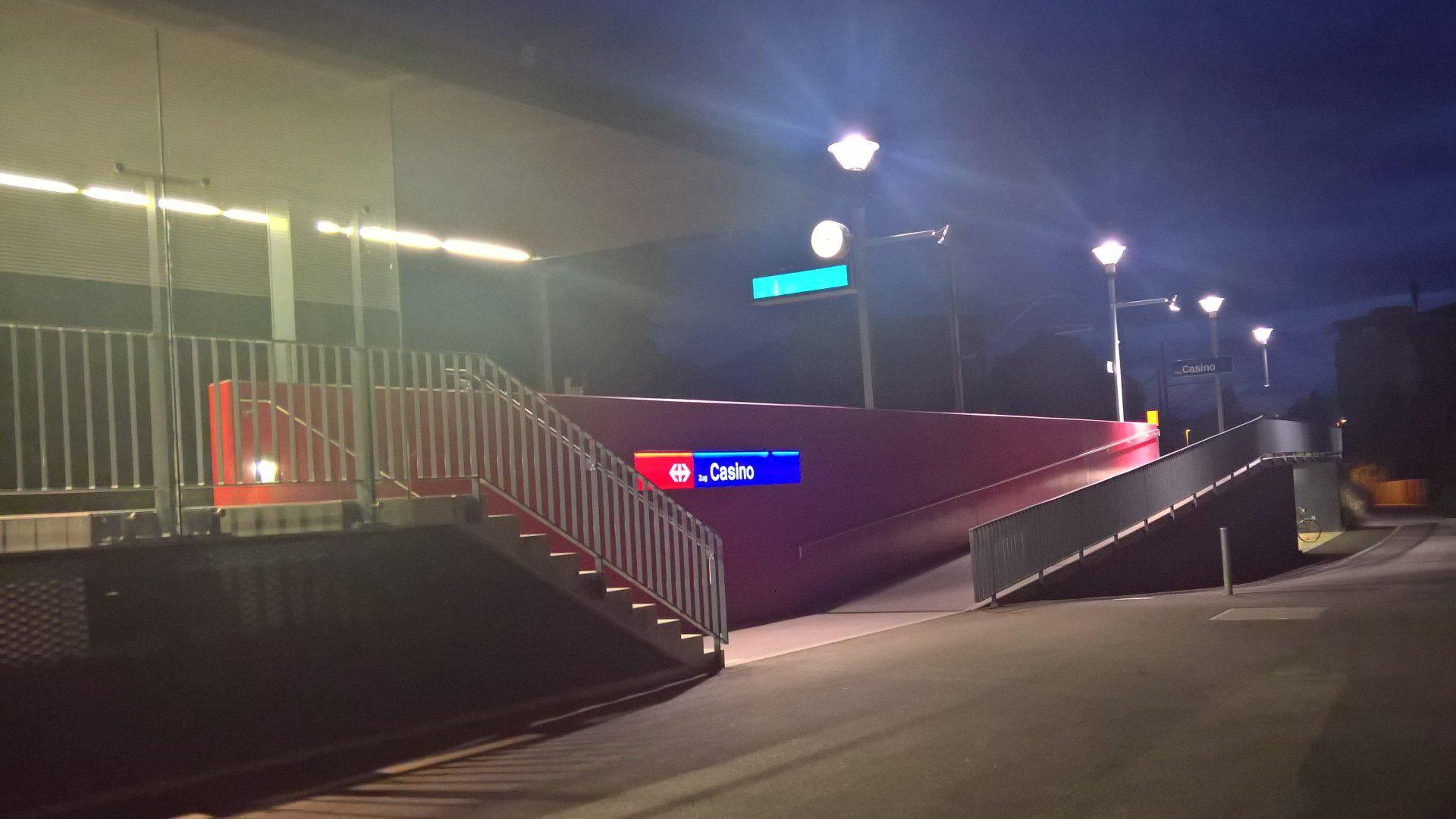
Zug Casino (2018)

Die 2009 eröffnete eingleisige Haltestelle Zug Casino  liegt unmittelbar am Südportal des Stadttunnels und erschliesst das Theater/Casino Zug und die neu erstellte Alterssiedlung Frauensteinmatt sowie das Kollegium St. Michael. Per Passarelle ist sie über die Hofstrasse zu erreichen. Sie ist das erste Projekt der zweiten Teilergänzung, das verwirklicht wurde. Sie wird halbstündlich durch die S2 bedient.

## Zug Fridbach

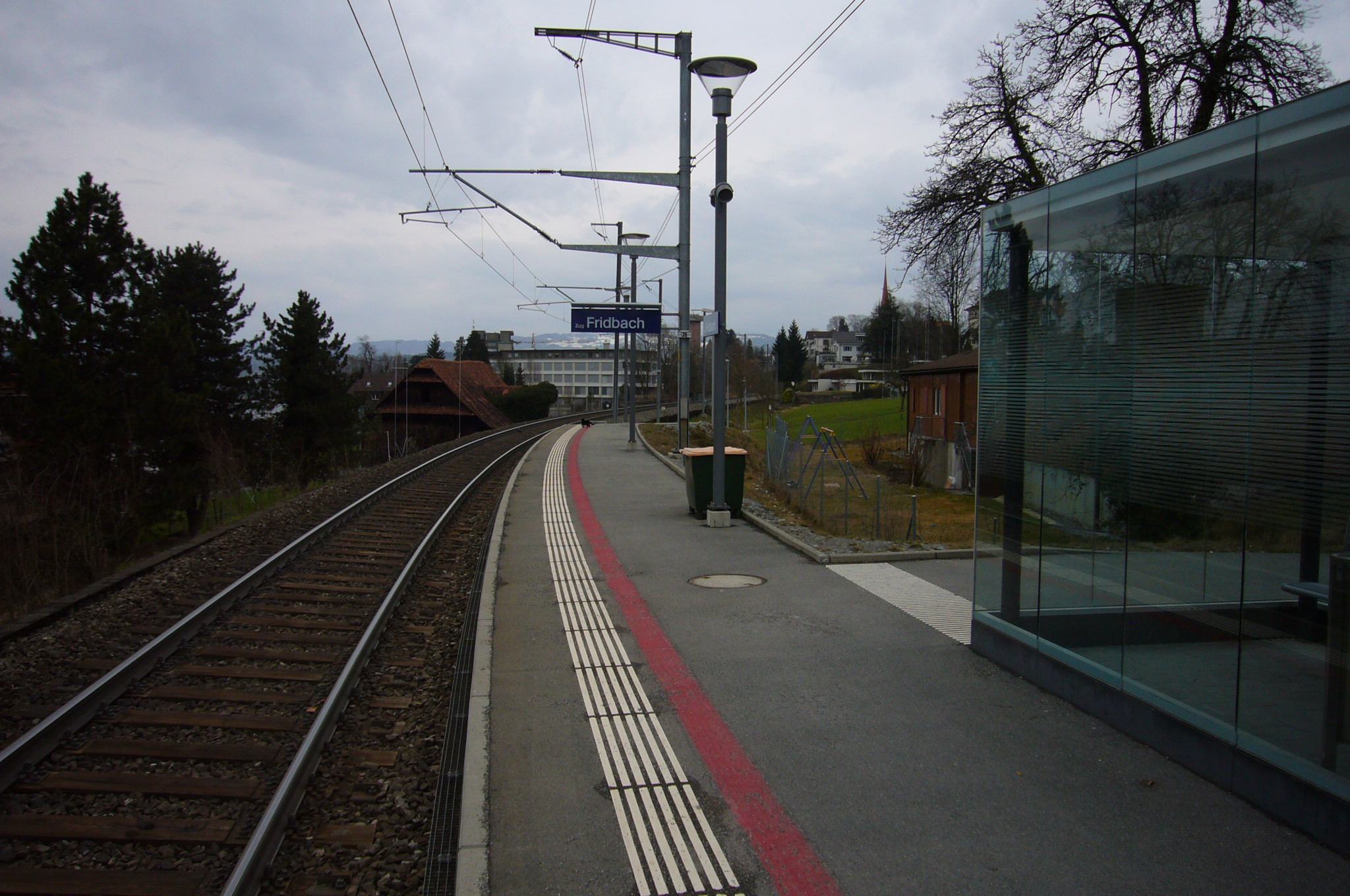
Zug Fridbach (2009)

Die eingleisige Haltestelle Zug Fridbach  wurde 2004 eröffnet. Sie liegt nahe dem Areal des Kantonsspital Zug im Stadtteil Oberwil. Sie wird seit dem Fahrplanwechsel 2010 halbstündlich durch die S2 nach Walchwil bzw. Erstfeld und Baar Lindenpark bedient.

## Zug Oberwil
Der Bahnhof Zug Oberwil  wurde 1897 eröffnet und wird ausschliesslich von der S2 im Halbstundentakt bedient. Die letzte Fernverkehrsverbindung als RegioExpress Erstfeld–Zürich HB fiel 2008 zum Opfer.

## Walchwil Hörndli

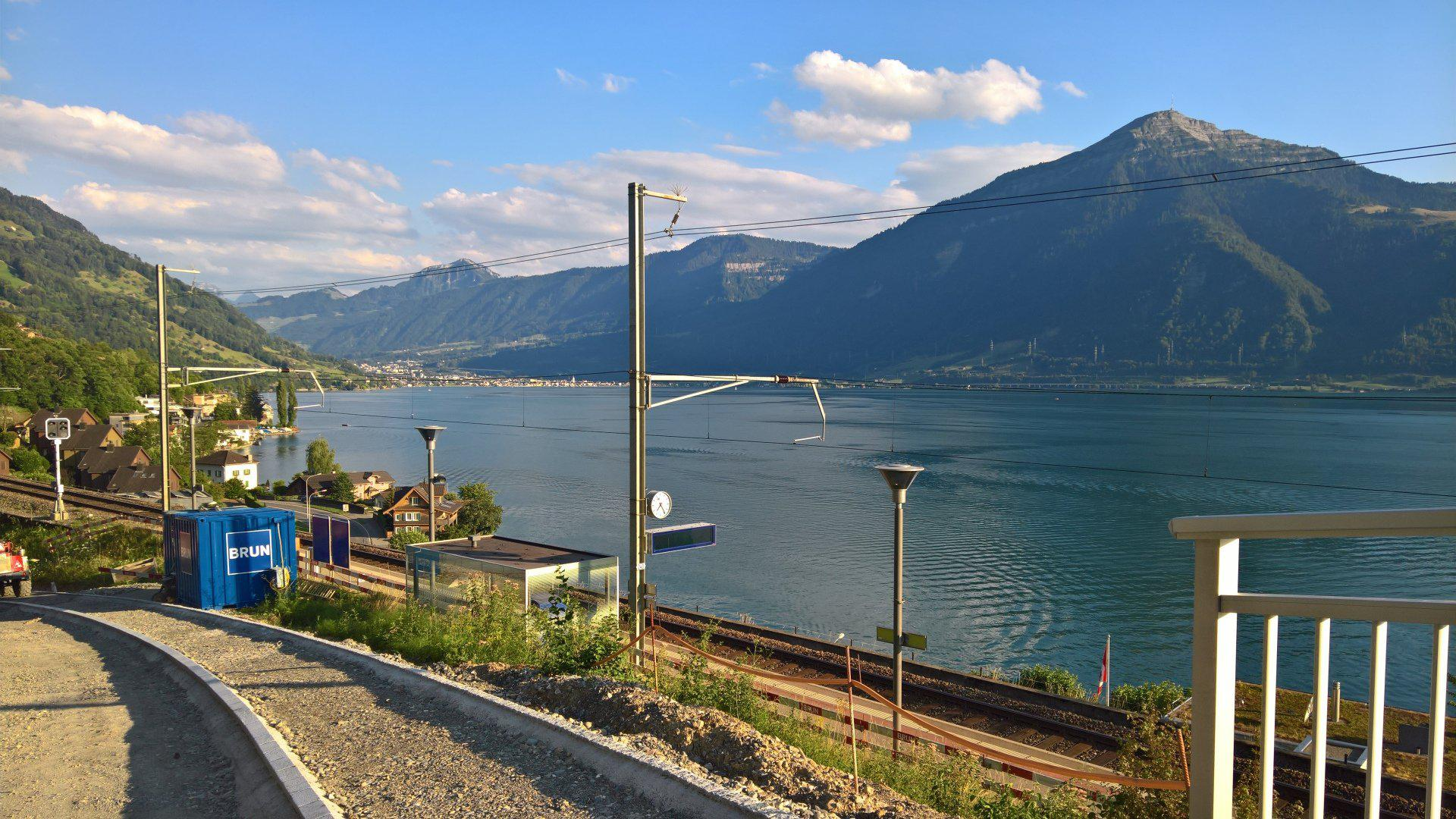
Walchwil Hörndli (2018)

Die eingleisige Station Walchwil Hörndli  wurde am 4. Dezember 2010 mit einem Fest der Öffentlichkeit übergeben, die Betriebsaufnahme erfolgt jedoch erst mit dem Fahrplanwechsel 2010 am 12. Dezember. Sie dient zur Erschliessung des Hörndli-Quartiers im Nordwesten Walchwils. Die Erschliessung erfolgt über den Hörndlirain. Aufgrund der Betriebslage der SBB und der Einspurigkeit auf der Strecke Zug–Arth-Goldau konnte sie bis 2020 nur von den S2-Zugläufen Baar Lindenpark–Walchwil bedient werden. Nur zwei Züge in der Hauptverkehrszeit Erstfeld/Brunnen–Zug hielten ebenfalls in Hörndli. Seit 2020 halten die S2-Züge ganztags im Halbstundentakt in Walchwil Hörndli.
Als betriebliche Besonderheit der Doppelspur besitzt nur das bergseitige Gleis ein Perron.

## Walchwil
Der 1897 eröffnete Bahnhof Walchwil  umfasst drei Gleise, wobei nur die am Mittelbahnsteig gelegenen Gleise 2 und 3 dem Personenverkehr dienen, das dritte ist ein Abstellgleis. Seit der Einführung der Stadtbahn 2004 wird die Station (fast) ausschliesslich von der S2 bedient, bis Dezember 2008 (RE Erstfeld–Zürich HB) und seit Dezember 2013 (RE Brunnen–Zürich HB) wird der Bahnhof von Fernverkehrszügen bedient.
2004 wurde er umfassenden Umbaumassnahmen unterzogen, so entstand neu ein Aufzug zur Unterführung. Seit dem Fahrplanwechsel 2010 wird der Bahnhof im Halbstundentakt bedient, wobei eines der beiden Zugspaare in Walchwil endet.
Walchwil ist eine Kreuzungsstation, bei der die S-Bahnen jeweils mit den Gotthard-Fernverkehrszügen von/nach Zürich HB kreuzen, was teilweise mit Wartezeiten und Verspätungen verbunden ist.

## Pläne/Weiterer Ausbau
Es gibt etliche Pläne/Visionen für neue Haltestellen im Kanton Zug. Einige von ihnen werden nach ihrem allfälligen Bau aber nicht Bestandteil des Stadtbahnnetzes sein, sondern des Zürcher S-Bahnnetzes.
Baar Sennweid: Etwa 500 Meter vom Bahnhof Baar in Richtung Zürich soll dereinst eine Haltestelle entstehen. Sie würde nicht von der Stadtbahn Zug benutzt, sondern von der S-Bahnlinie 24 der S-Bahn Zürich bedient.
Zug Brüggli: Diese Haltestelle wurde im Entwicklungskonzept der Stadt Zug als "zu prüfende Bahnhaltestelle" betrachtet, jedoch würde die Haltestelle die Fahrplanstabilität der S1 noch mehr gefährden.
Rotkreuz Ost/Rüti: Die Haltestelle sollte dereinst östlich von Rotkreuz errichtet werden, der Zeitpunkt ist aber noch nicht bekannt. Der Regierungsrat hat 2014 beschlossen, die Haltestelle aus dem Kantonalen Richtplan zu streichen, da der Standort nicht optimal ist und den Betrieb behindern könnte.
Zug Räbmatt: Die Haltestelle wurde geprüft mit der zweiten Teilergänzung zu verwirklichen. Die Haltestelle kann jedoch aus fahrplantechnischen Gründen momentan noch nicht erstellt werden.